# Whatcom County
Whatcom County ist ein County im US-Bundesstaat Washington der Vereinigten Staaten. Laut der Volkszählung im Jahr 2020 hat es 226.847 Einwohner. Der Sitz der Countyverwaltung (County Seat) befindet sich in Bellingham.

## Geographie
Das County hat eine Fläche von 6484 Quadratkilometern, davon sind 5490 Quadratkilometer Land- und 995 Quadratkilometer (15,34 %) Wasserfläche. Es wird vom Office of Management and Budget zu statistischen Zwecken als Bellingham, WA Metropolitan Statistical Area geführt.
Das County grenzt im Osten an das Okanogan County, im Süden an das Snohomish County, im Westen an den Pazifik bzw. das auf den San Juan Islands gelegene San Juan County und im Norden die kanadischen Provinz British Columbia.
Zum Whatcom County gehört auch Point Roberts, das südliche Ende der zu British Columbia gehörenden nach der First Nation der Tsawwassen benannten Halbinsel an der Boundary Bay mit dem Hauptort Tsawwassen. Es ist auf dem Landweg nur über Kanada zu erreichen.

## Demografische Daten

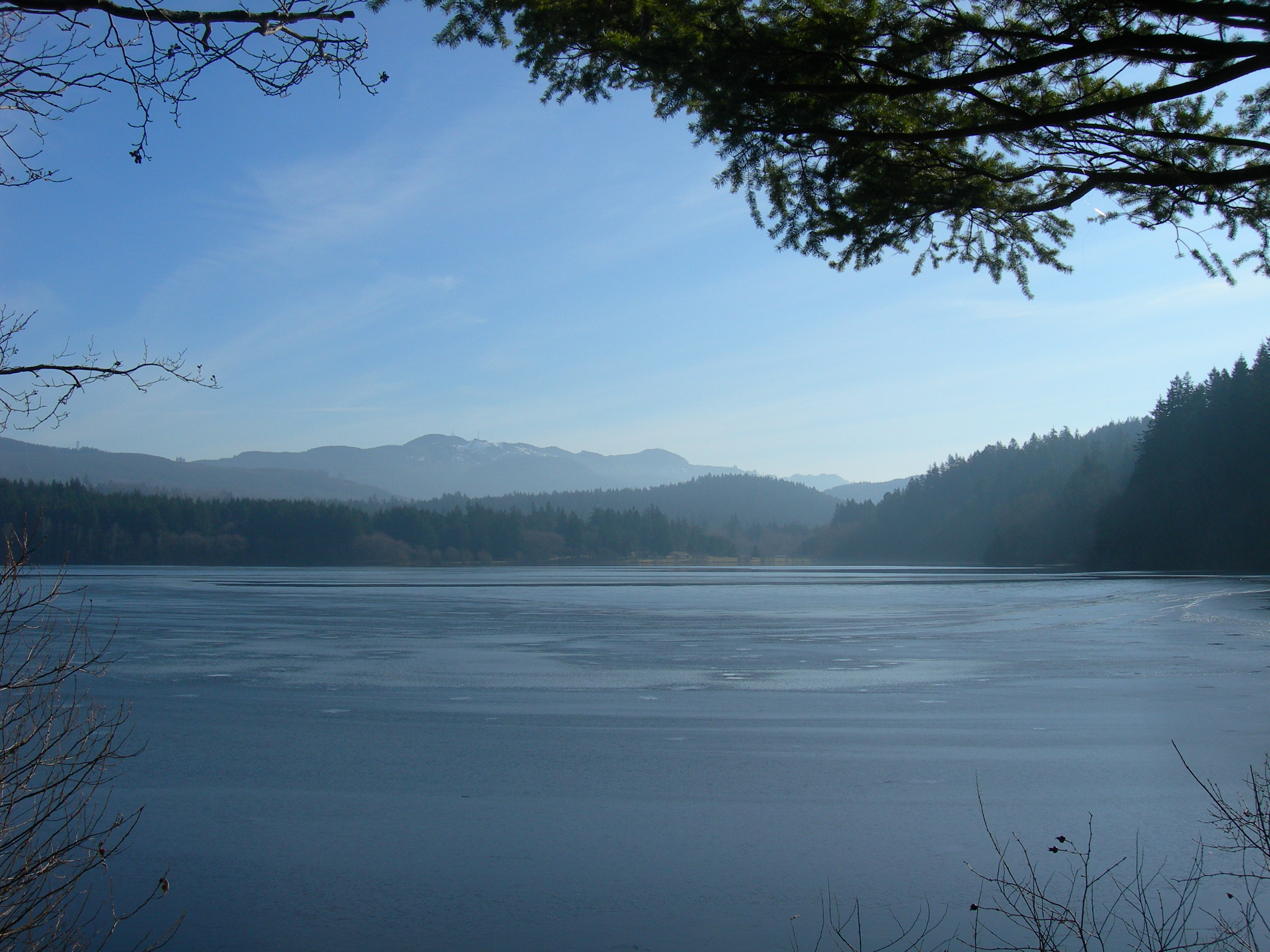
Der Lake Padden

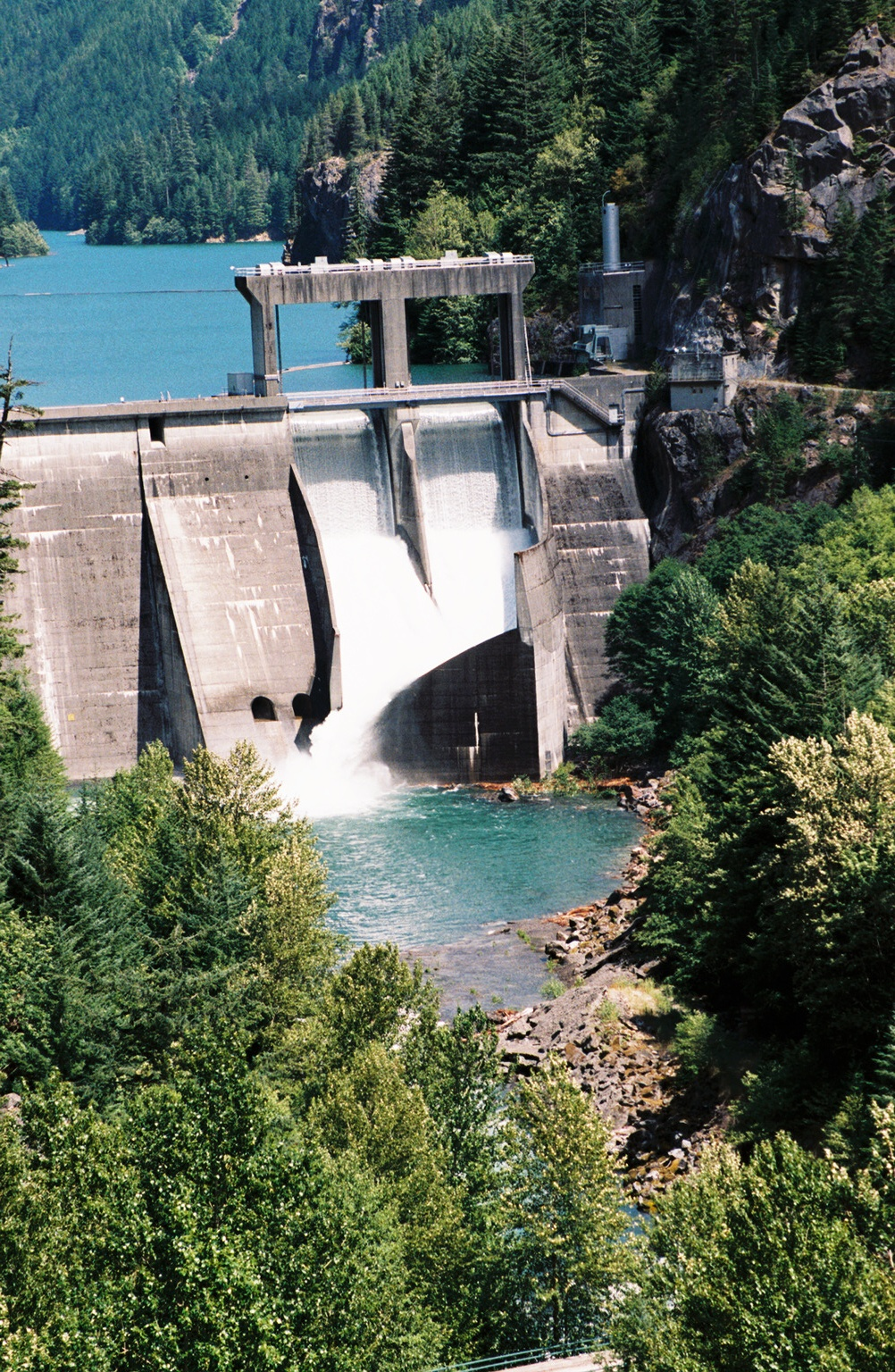
Der Gorge Staudamm am Skagit River

Nach der Volkszählung im Jahr 2000 lebten im County 166.814 Menschen. Es gab 64.446 Haushalte und 41.116 Familien. Die Bevölkerungsdichte betrug 30 Einwohner pro Quadratkilometer. Ethnisch betrachtet setzte sich die Bevölkerung zusammen aus 88,41 % Weißen, 0,69 % Afroamerikanern, 2,82 % amerikanischen Ureinwohnern, 2,78 % Asiaten, 0,14 % Bewohnern aus dem pazifischen Inselraum und 2,49 % aus anderen ethnischen Gruppen; 2,66 % stammten von zwei oder mehr ethnischen Gruppen ab. 5,21 % der Bevölkerung waren spanischer oder lateinamerikanischer Abstammung.
Von den 64.446 Haushalten hatten 30,40 % Kinder und Jugendliche unter 18 Jahre, die bei ihnen lebten. 51,20 % waren verheiratete, zusammenlebende Paare, 8,80 % waren allein erziehende Mütter. 36,20 % waren keine Familien. 25,60 % waren Singlehaushalte und in 8,40 % lebten Menschen im Alter von 65 Jahren oder darüber. Die Durchschnittshaushaltsgröße betrug 2,51 und die durchschnittliche Familiengröße lag bei 3,03 Personen.
Auf das gesamte County bezogen setzte sich die Bevölkerung zusammen aus 24,10 % Einwohnern unter 18 Jahren, 14,20 % zwischen 18 und 24 Jahren, 27,50 % zwischen 25 und 44 Jahren, 22,50 % zwischen 45 und 64 Jahren und 11,60 % waren 65 Jahre alt oder darüber. Das Durchschnittsalter betrug 34 Jahre. Auf 100 weibliche Personen kamen 97,10 männliche Personen, auf 100 Frauen im Alter ab 18 Jahren kamen statistisch 95,00 Männer.

Das jährliche Durchschnittseinkommen eines Haushalts betrug 40.005 USD, das Durchschnittseinkommen der Familien betrug 49.325 USD. Männer hatten ein Durchschnittseinkommen von 37.589 USD, Frauen 26.193 USD. Das Prokopfeinkommen betrug 20.025 USD. 14,20 % der Bevölkerung und 7,80 % der Familien lebten unterhalb der Armutsgrenze. 14,20 % davon waren unter 18 Jahre und 8,30 % waren 65 Jahre oder älter.